# Tractat de delimitació marítima Cap Verd-Mauritània
El tractat de delimitació marítima Cap Verd-Mauritània és un tractat internacional entre Cap Verd i Mauritània en el qual els dos estats acordaren la delimitació de la seva frontera marítima.
El nom oficial del tractat és Tractat sobre la delimitació de la frontera marítima entre la República Islàmica de Mauritània i la República de Cap Verd.
El tractat va ser signat a Praia el 19 de setembre de 2003 i va ser ratificat per Cap Verd el 23 d'abril de 2004. La frontera és d'unes 160 milles nàutiques (300 kilòmetres) de llarg en direcció de nord a sud; el tractat defineix en segments marítims explícits utilitzant 18 punts específics.